# Evan Goldberg

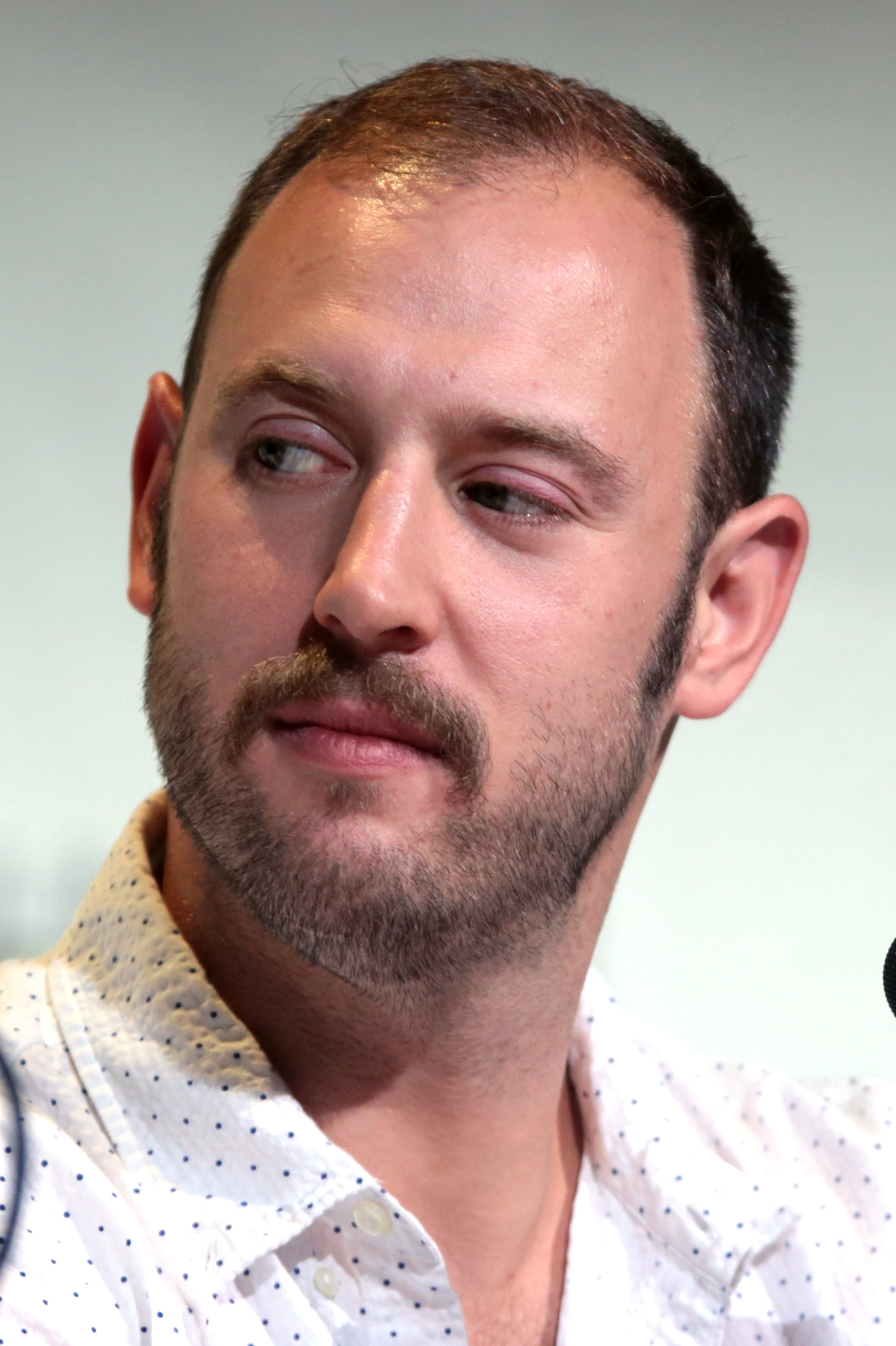
Evan Goldberg (2016)

Evan Goldberg (* 1. Januar 1982 in Vancouver, British Columbia) ist ein kanadischer Drehbuchautor und Filmproduzent.

## Leben
Evan Goldberg studierte an der McGill University. Gemeinsam mit Seth Rogen arbeitete er 2004 als Autor für einige Episoden von Da Ali G Show. Es folgte weitere Zusammenarbeit mit Rogen in den Filmen Beim ersten Mal, Superbad, Ananas Express, Wie das Leben so spielt, und The Green Hornet. 2007 realisierte er gemeinsam mit Jason Stone und Seth Rogen den Kurzfilm Jay and Seth versus the Apocalypse, auf dem der 2013 erschienene Kinofilm Das ist das Ende basiert. Zusammen mit Rogen inszenierte er 2014 den Kinofilm The Interview.

## Filmografie
Als Drehbuchautor
- 2004: Da Ali G Show (Fernsehserie, Episoden 2x01–2x06)
- 2007: Jay and Seth versus the Apocalypse (Kurzfilm)
- 2007: Superbad
- 2008: Ananas Express (Pineapple Express)
- 2010: Die Simpsons (The Simpsons, Fernsehserie, Episode 21x01, Stimme)
- 2011: The Green Hornet
- 2011: Goon – Kein Film für Pussies (Goon)
- 2012: The Watch – Nachbarn der 3. Art (The Watch)
- 2013: Das ist das Ende (This is the End)
- 2015: Die Highligen Drei Könige (The Night Before)
- 2016: Bad Neighbors 2 (Neighbors 2: Sorority Rising)
- 2016: Sausage Party – Es geht um die Wurst (Sausage Party)
- 2016–2019: Preacher (Fernsehserie, Schöpfer)

Als Filmproduzent
- 2011: 50/50 – Freunde fürs (Über)Leben (50/50)
- 2012: Unterwegs mit Mum (The Guilt Trip)
- 2013: Das ist das Ende (This is the End)
- 2014: Bad Neighbors (Neighbors)
- 2014: The Interview
- 2015: Die Highligen Drei Könige (The Night Before)
- 2016: Bad Neighbors 2 (Neighbors 2: Sorority Rising)
- 2016: Sausage Party – Es geht um die Wurst (Sausage Party)
- 2017: The Disaster Artist
- 2018: Der Sex Pakt (Blockers)
- 2019: Long Shot – Unwahrscheinlich, aber nicht unmöglich (Long Shot)
- 2019: Good Boys
- 2020: An American Pickle
- 2023: Knock Knock Knock (Cobweb)
- 2024: Miller’s Girl

Als Executive Producer
- 2007: Beim ersten Mal (Knocked Up)
- 2007: Superbad
- 2008: Ananas Express (Pineapple Express)
- 2009: Wie das Leben so spielt (Funny People)
- 2011: The Green Hornet
- 2012: Unterwegs mit Mum (The Guilt Trip)
- 2013: Das ist das Ende (This is the End)
- 2016–2019: Preacher (Fernsehserie)